# Зброя
Збро́я, заст. ору́жжя — сукупність технічних пристроїв та засобів, що застосовується для ураження живої сили противника, його техніки, спорудження та інших цілей під час ведення бойових дій; озброєння.
У переносному значенні зброя — будь-який засіб для збройної боротьби з кимось і з чимось, для досягнення поставленої мети. Проте, зброя не обов'язково має бути безпосередньо спрямована на вбивство  кого-небудь. Наприклад, нелетальна зброя, виводить людину з ладу, не завдаючи їй значних ушкоджень. Електромагнітний імпульс, теоретично, може бути застосований як зброя, оскільки він виводить озброєння та військову техніку з ладу, але при цьому він малонебезпечний для живих істот. При цьому, наприклад, мачете може застосовуватися як холодна зброя, хоч і є інструментом.

## Тлумачення
Слово зброя, очевидно, є запозиченням з польської мови — від пол. zbroja («обладунок», «спорядження», «зброя»), яке утворене від broić («броїти», первісне значення — «рубати»), що веде своє походження від прасл. *brьjǫ/*briti (звідси також укр. брити). Від zbroja походить також слово «збруя». Застаріле «оружжя» — від д.-рус. оружиє < прасл. *orǫžьjь.

## Історія
Людство користувалося зброєю з прадавніх часів. Найпростішими видами зброї є палиця чи камінь, які неважко знайти будь-де. Спочатку основним призначенням зброї було насамперед полювання, а в другу — захист від хижаків. Але вже в найдавніші часи зброю почали використовувати також для нападу та оборони в сутичках різних груп людей.
Найдревнішими археологічними знахідками, які можна без сумніву класифікувати як зброя є шенінгерські списи, які датуються приблизно 400 тис. років тому. Палиці, необроблене каміння, які люди, мабуть, використовували раніше, не збереглися й не можуть бути однозначно класифіковані як зброя.
Використання металу для виготовлення зброї почалося з енеоліту, до того основними матеріалами служили дерево, кістка, оброблений камінь. З винаходом бронзи розпочалася бронзова доба. У бронзову добу з'явилися також перші фортифікаційні споруди, а з ними й засоби руйнування мурів — тарани, згодом катапульти.
З початком залізної доби почалося виробництво зброї із заліза. Перші залізні вироби поступалися бронзовим за якістю, однак вони були доступнішими завдяки більшій поширеності залізної руди. Перші зразки стальної зброї з'явилися в 4 ст. до Христа.
Луки з'явилися в епоху пізнього палеоліту, раннього мезоліту, 12—11 тис. років тому.
Приручення коней і винахід колісниць приблизно 4 тис. років тому стало важливою в історичному плані зміною в мистецтві ведення воєн. З 7 ст. до Христа на морі стали використовувати бойові кораблі на зразок трирем.
Широке застосування вогнепальної зброї почалося в кінці Середньовіччя.

## Права на володіння зброєю
В сучасну еру зброя може бути дуже складною за технічною й технологічною будовою. Зберігання й використання зброї в сучасних державах суворо контролюється законодавством. Зброю використовує армія й поліція (міліція). Ставлення до особистої зброї у володінні окремої цивільної особи в різних країнах різне. Практично кожна країна забороняє своїм громадянам володіння певними видами зброї. Деякі країни, такі як США, дозволяють окремим повнолітнім громадянам володіти вогнепальною зброєю для особистого захисту, в інших країнах для отримання особистої вогнепальної зброї потрібен спеціальний дозвіл.

## Класифікація
Існує кілька способів класифікації зброї: за призначенням, за категорією осіб, які її використовують, за мобільністю/стаціонарністю, за конструктивною реалізацією, за принципом впливу на ціль або за принципом протидії вражаючій дії зброї противника тощо.

### За призначенням
Зброя поділяється на:
- бойову — засіб ураження противника у збройній боротьбі як під час нападу, так і під час захисту (оборони).
  - звичайна зброя
    - вогнепальна зброя
    - холодна зброя — зброя, призначена для ураження цілі за допомогою м'язової сили, спричиненої впливом людини на неї (прямий удар), під час безпосереднього контакту з об'єктом (тобто в рукопашному бою). Його застосування не пов'язане з використанням вибухових речовин або інших джерел енергії. Відповідно до пристрою і способу впливу на об'єкт виділяють ударну (ударно-дроблячу), колючу, рубаючу, а також холодну зброю змішаної (комбінованої) дії. Нині в арміях використовують такі види холодної зброї, як багнети, кортики, шашки і бойові ножі

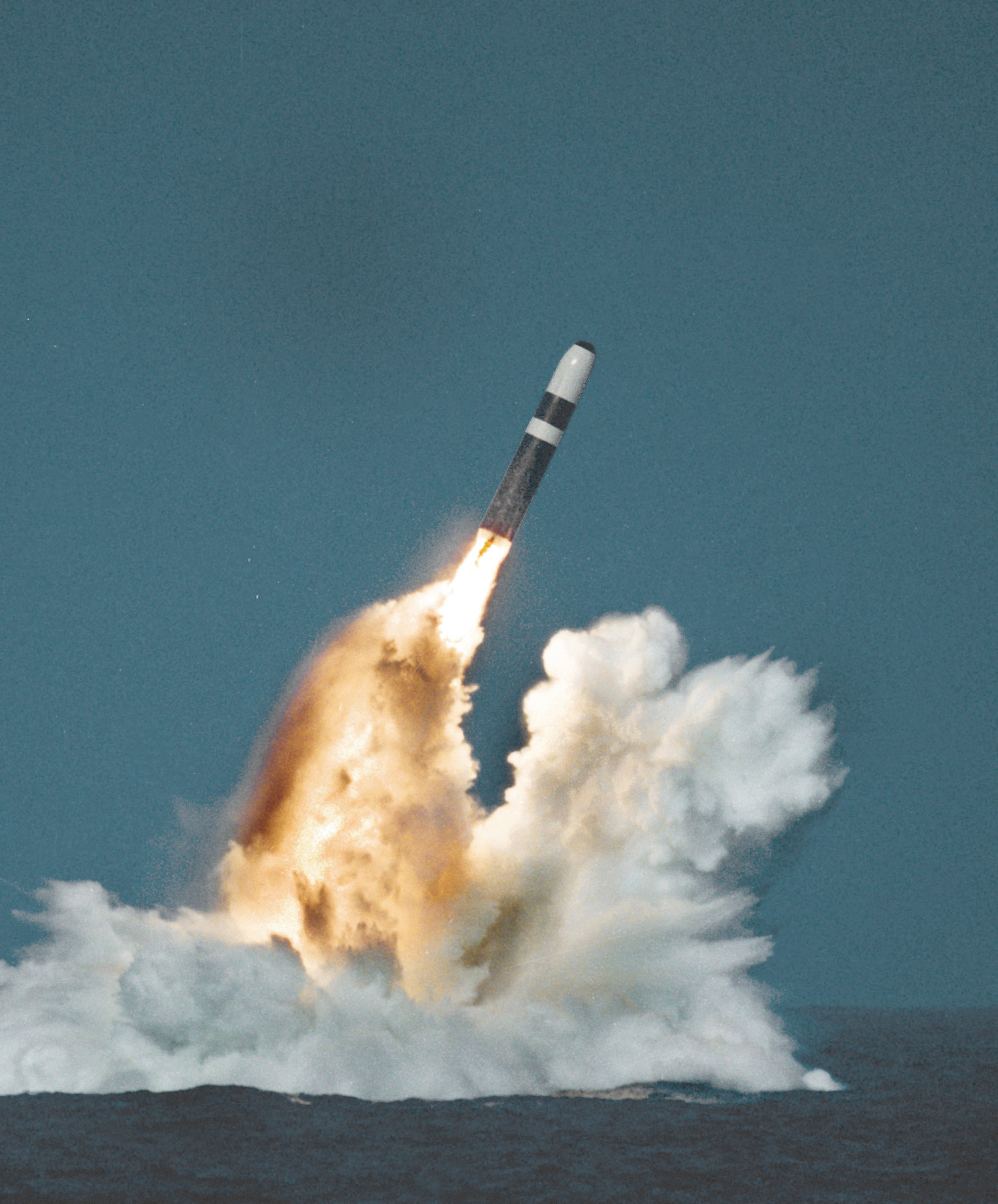
Запуск ракети Lockheed Trident з підводного човна

    - пневматична зброя
    - травматична зброя Запуск ракети Lockheed Trident з підводного човна
    - метальна зброя
    - запалювальна зброя
    - міна, граната — боєприпас, призначенням якого є ураження живої сили і техніки противника або при контакті з ним, або на відстані. Міни зазвичай вживаються для влаштування наземних і морських вибухових загороджень і відповідно до цього поділяються на інженерні та морські. Своєю чергою, гранати поділяються на протипіхотні, протитанкові, запалювальні та спеціальні, або — за способом застосування — на ручні та призначені для стрільби з гранатометів.
    - артилерійське озброєння
    - ракетна зброя — узагальнене найменування зброї, у якій засоби ураження доставляються до цілі ракетою. До цього ж виду належать і ракетні комплекси, здатні вести вогонь такими боєприпасами.
    - торпедна зброя застосовується на флоті та в авіації. Окрім власне торпед, до цього класу відносяться протикорабельні ракето-торпеди, а також вся сукупність пристроїв і систем, які забезпечують їх зберігання, обслуговування та застосування — до приладів управління торпедною стрільбою.

  - зброя масового ураження
    - ядерна зброя
    - хімічна зброя
    - біологічна зброя

  - нетрадиційна зброя, зброя, що базується на нових фізичних принципах[7]:
    - генетична зброя
    - геофізична зброя[7]
    - інфразвукова зброя
    - кліматична зброя[7]
    - лазерна зброя
    - зброя несмертельної дії
    - озонна зброя
    - плазмова зброя
    - психотронна зброя
    - радіологічна зброя[7]
    - надвисокочастотна зброя
    - прискорювальна зброя
    - електромагнітна зброя[7]

### За категорією осіб, які його використовують
- службова зброя, призначена, відповідно до законодавства, для використання співробітниками державних органів та працівниками юридичних осіб, яким законодавчо дозволено носіння, зберігання та застосування цієї зброї, з метою самозахисту або для виконання покладених на них обов'язків із захисту життя і здоров'я громадян, власності, з охорони довкілля і природних ресурсів, цінних та небезпечних вантажів, спеціальної кореспонденції. У порівнянні з бойовою зброєю, має обмеження щодо дальності стрільби, дії ураження, калібру.
- цивільна — зброя, призначена, відповідно до законодавства, для використання з метою самозахисту, для занять спортом та полювання. Цивільна вогнепальна зброя має виключати ведення вогню чергами й мати місткість магазина (барабана) не більше 10 патронів. Поділяється на:
  - зброя самозахисту
  - спортивна зброя
  - мисливська зброя
  - сигнальна зброя — зброя, конструктивно призначена тільки для подачі світлових, димових чи звукових сигналів;
  - охолощена зброя — для використання при здійсненні культурної та освітньої діяльності з можливістю імітації пострілу з неї патроном світлозвукової дії
  - холодна клинкова зброя — зброя, призначена для носіння із козацькою формою, національними костюмами тощо
  - колекційна зброя.

### За принципом дії ураження
- вогнепальна зброя — зброя, призначена для механічного ураження цілі на відстані снарядом, що набуває спрямованого руху внаслідок вивільнення енергії порохового чи іншого хімічного заряду;
- пневматична зброя — зброя, призначена для ураження цілі на відстані снарядом, що набуває спрямованого руху внаслідок вивільнення енергії стиснутого, зрідженого чи зтвердженого газу;
- холодна зброя — зброя, призначена для ураження цілі за допомогою м'язової сили людини під час безпосереднього контакту з об'єктом ураження;
- метальна зброя — зброя, призначена для ураження цілі на відстані снарядом, що набуває спрямованого руху за допомогою м'язової сили людини чи механічного пристрою;
- газова зброя — зброя, призначена для тимчасового ураження живої цілі шляхом застосування сльозогінних чи подразнювальних речовин;
- запалювальна зброя
- ракетна зброя
- міни
- торпеди

### За мобільністю
- буксирована зброя
- возима зброя
- рухома зброя
- самохідна зброя
- стаціонарна зброя

## Різновиди зброї
- Холодна зброя — ножі, шаблі, мечі, списи та ін.
- Метальна зброя — дротики, пращі, луки.
- Вогнепальна зброя — усі види пістолетів, рушниць, гармат та ін., що стріляють внаслідок миттєвого згоряння пороху та газів, які виштовхують кулю або снаряд.
- Автоматична зброя — автомати, кулемети, авіагармати та ін., у яких затвор спрацьовує для стрільби чергами.
- Напівавтоматична зброя — пістолет, карабін, гвинтівка та ін., у яких затвор спрацьовує для наступного одиничного пострілу.
- Гладкоствольна зброя — переважно мисливська зброя, з якої стріляють шротом, картеччю та жеканами.
- Нарізна зброя — зброя, внутрішня поверхня дула якої має різь, що надає кулі або снаряду обертального руху навколо поздовжньої осі.
- Зброя масового ураження — зброя дуже великої руйнівної сили. Сюди належить:
  - Бактеріологічна (біологічна) зброя — зброя, дія якої основана на хвороботворних властивостях мікроорганізмів, які є збудниками захворювання людей, тварин і рослин.
  - Хімічна зброя — отруйні речовини й засоби їхнього застосування (ракети, снаряди, міни та т. ін. із зарядом отруйних речовин).
  - Ядерна зброя — зброя, дія якої основана на використанні енергії поділу або синтезу атомних ядер.
- Високоточна зброя — зброя, як правило керована, здатна вражати ціль першим пострілом (пуском) на будь-якій дальності в межах його досяжності.
- Запалювальна зброя — зброя, яка є комплексом засобів ураження, заснованих на використанні бойових можливостей запалювальних речовин та засоби їхнього бойового застосування.
- Мисливська зброя — зброя, яку використовують для полювання.
- Спортивна зброя — зброя, яку використовують у спортивних змаганнях.

## Виробництво зброї

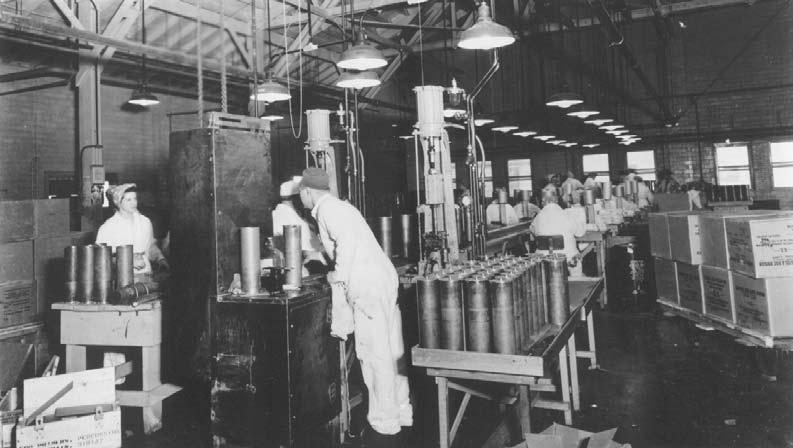
Виробництво боєприпасів на заводі Pantex в Амарілло, штат Техас, США, під час Другої світової війни

Збройна промисловість — це глобальна галузь, пов'язана з продажем і виробництвом зброї. Вона є комерційною галуззю, що займається дослідженнями та розробкою, проєктуванням, виробництвом і обслуговуванням військових матеріалів, обладнання та обладнання. Багато промислово розвинутих країн мають власну збройову промисловість для забезпечення своїх власних військових сил, а деякі також ведуть значну торгівлю зброєю для використання їх громадянами для самооборони, полювання чи спортивних цілей.
Контракти на постачання озброєнь для збройних сил певної країни укладаються урядами, що надає контрактам на постачання озброєнь суттєвого політичного значення. Зв'язок між політикою та торгівлею зброєю може призвести до розвитку «військово-промислового комплексу», де збройні сили, комерція та політика стають тісно пов'язаними.
За даними дослідницького інституту SIPRI, обсяг міжнародних поставок основних озброєнь у 2010—2014 рр. був на 16 відсотків вищим, ніж у 2005—2009 рр., а продажі зброї 100 найбільшими у світі приватними компаніями з виробництва зброї та військових послуг склали 420 доларів США. мільярдів у 2018 році.

## Законодавство
Виробництво, володіння, торгівля та використання багатьох видів зброї контролюються. Це може відбуватися на рівні місцевого чи центрального уряду або за міжнародним договором. Приклади таких елементів керування:
- Право на самозахист
- Законодавство про ножі
- Закони про пневматичну зброю
- Закон про зброю
- Закони про торгівлю зброєю
- Договори про контроль над озброєннями
- Договір про збереження космосу

### Закони про зброю
Усі країни мають закони та політику, що регулюють такі аспекти, як виробництво, продаж, передача, володіння, модифікація і використання стрілецької зброї цивільними особами.
Країни, які регулюють доступ до вогнепальної зброї, зазвичай обмежують доступ до певних категорій вогнепальної зброї, а потім обмежують категорії осіб, які можуть отримати ліцензію на доступ до такої зброї. Можуть існувати окремі ліцензії на полювання, спортивну стрільбу (так звану стрільбу по мішенях), самооборону, колекціонування та приховане носіння, з різними наборами вимог, дозволів та обов'язків.

### Закони про контроль над зброєю
Міжнародні договори та угоди накладають обмеження на розробку, виробництво, накопичення, розповсюдження та використання зброї — від стрілецької та важкої зброї до зброї масового знищення. Контроль над озброєннями зазвичай здійснюється за допомогою дипломатії, яка прагне накласти такі обмеження на тих, хто погоджується на це, хоча він також може містити в собі зусилля держави або групи держав щодо примусового введення обмежень стосовно країни, яка не погоджується на це.

### Закони про торгівлю зброєю
Незаконна торгівля зброєю — це торгівля контрабандною зброєю та боєприпасів. Поняття легальної торгівлі вогнепальною зброєю широко варіюється залежно від місцевих і національних законів. У 2001 році Організація Об'єднаних Націй ухвалила протокол проти виробництва та торгівлі незаконною зброєю. Цей протокол зобов'язав уряди утилізувати нелегальну зброю, а також ліцензувати нове виробництво вогнепальної зброї, щоб забезпечити її легальність. Його підписали 122 сторони.

#### ООН
2 квітня 2013 року Генеральна Асамблея ООН прийняла перший Договір про торгівлю зброєю 154 голосами «за», трьома «проти» (від Сирії, Ірану та Північної Кореї) і 23 утрималися (серед яких, зокрема, Росія, Китай, Індія, Єгипет, Індонезія, Пакистан). Цей міжнародно-правовий документ був відкритий для ратифікації 3 червня 2013 року, і він мав отримати 50 підписів, щоб набути чинності. Кожна країна була вільна підписати або не підписати договір і ратифікувати його. 25 вересня 2014 року було пройдено обмеження в 50 ратифікацій Договору, а 24 грудня 2014 року Договір набув чинності через 90 днів з дати 50-ї ратифікації, як того вимагає стаття 22 Договору. Відтоді для країн, які його підписали, контролюватимуть експорт, імпорт, перетин, перевантаження та продаж зброї. На відміну від цього, він не застосовувався до міжнародних перевезень кожною державою-членом або щодо її класичної зброї, «призначеної для її використання, тоді як ця зброя залишається її власністю». У ньому вказано вісім категорій озброєнь: танки, бойові броньовані машини, великокаліберні артилерійські системи, військові літаки, військові вертольоти, військові кораблі, ракети та ракетні установки, малокаліберна зброя. Що стосується боєприпасів, кожна держава-учасниця договору зобов'язана запровадити та оновити «режим державного контролю для регулювання експорту боєприпасів, які будуть випущені, запущені або доставлені між згаданими класичними видами зброї», і застосувати положення, передбачені текстом, перш ніж дозволити експорт боєприпасів Ця угода має ускладнити постачання летальної зброї на чорний ринок і сприяти запобіганню придбанню такої зброї польовими командирами, піратами, терористами та іншими злочинцями.

#### Європейський Союз
10 грудня 2008 року Рада європейських міністрів з європейських справ ухвалила Кодекс поведінки Європейського Союзу щодо озброєнь, який має юридичну силу. Він замінює собою добровільний кодекс поведінки 1998 року. Необхідно дотримуватися восьми критеріїв, включаючи повагу до прав людини та міжнародного гуманітарного права в країнах кінцевого призначення.

## Проблеми життєвого циклу зброї
Існує низка питань, пов'язаних з потенційними ризиками від розгорнутих озброєнь, безпечним зберіганням озброєнь і їхньою остаточною утилізацією, коли вони стають неефективними або небезпечними.
- Скидання в океан невикористаної зброї, такої як бомби, боєприпаси, наземні міни та хімічна зброя, є звичайною практикою багатьох країн і створює небезпеку.[16][17][18][19]
- Нерозірвані боєприпаси (НРБ) — бомби, наземні міни, морські міни та подібні пристрої, які не вибухнули під час використання та все ще становлять небезпеку протягом багатьох років або десятиліть.
- Розмінування або очищення від мін районів минулих конфліктів — складний процес, але щороку наземні міни вбивають від 15 000 до 20 000 людей і завдають тяжких калічень незліченній кількості людей.[20]
- Ядерний тероризм був серйозною проблемою після розпаду Радянського Союзу, оскільки існувала перспектива появи «вільних ядерних боєприпасів».[21] Хоча цей ризик, можливо, зменшився,[22] подібні ситуації можуть виникнути в майбутньому.